# Régiment du Kremlin

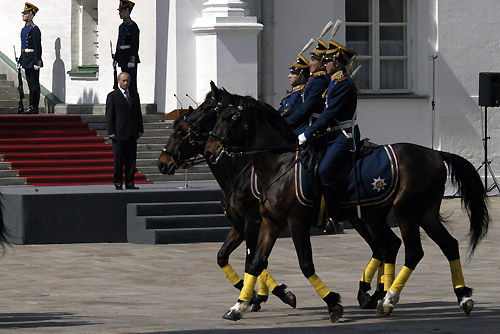
Escorte à cheval par le régiment présidentiel en 2006.

Le régiment présidentiel du commandant du Kremlin de Moscou du Service fédéral de protection de la fédération de Russie (en russe : Президентский полк Комендатуры Московского Кремля Главного Управления охраны Российской Федерации), couramment appelé régiment du Kremlin (Кремлёвский полк) ou régiment présidentiel (Президентский полк), est une unité militaire particulière de l'armée russe.
Cette unité spéciale est chargée de la sécurité du Kremlin de Moscou et de ses occupants, au premier rang desquels, le président de la fédération de Russie. En vertu d'une loi fédérale du 8 décembre 1997, le régiment assure également la garde d'honneur de la flamme éternelle sur la tombe du Soldat inconnu située sous les murs du Kremlin. Les quartiers du régiment sont situés dans les bâtiments historiques de l'arsenal du Kremlin.
Le régiment a été fondé en 1936 en tant que bataillon spécial (Батальон особого назначения), réorganisé par la suite en régiment. En 1973 il prend le nom de régiment particulier de l'ordre de l'étendard rouge du Kremlin du KGB auprès du conseil des ministres de l'URSS (Отдельный Краснознаменный Кремлёвский полк Комитета государственной безопасности при Совете Министров СССР). Vingt ans plus tard, en mars 1993, le régiment obtient son nom actuel.